# Castillo de Matrera
El Castillo de Matrera es una fortaleza española situada en el municipio andaluz de Villamartín, en la provincia de Cádiz, muy cerca de la localidad también gaditana de Prado del Rey. Está construido sobre el Monte o Cerro Pajarete, a 523 metros sobre el nivel del mar. Es Monumento Nacional desde 1949 y Bien de interés cultural desde 1985.

## Construcción e historia
Fue construido en el siglo IX por Omar ibn Hafsún para defender a Iptuci, la ciudad más avanzada de la Cora de Ronda, situada en el municipio gaditano de Prado del Rey. Sin embargo el Monte Pajarete fue lugar de asentamiento humano desde la Antigüedad.
En el siglo XIII fue conquistado por San Fernando, quien lo reconstruyó. Sin embargo a principios del siglo XIV volvió a manos musulmanas, siendo reconquistado definitivamente por Alfonso XI en 1341. No obstante al estar situado en plena Frontera o Banda morisca fue asediado por los musulmanes granadinos en 1408 y en 1445.
Sobre la propiedad del castillo y sus tierras, tuvo lugar el pleito más largo de la historia de España: 270 años.

## Estructura

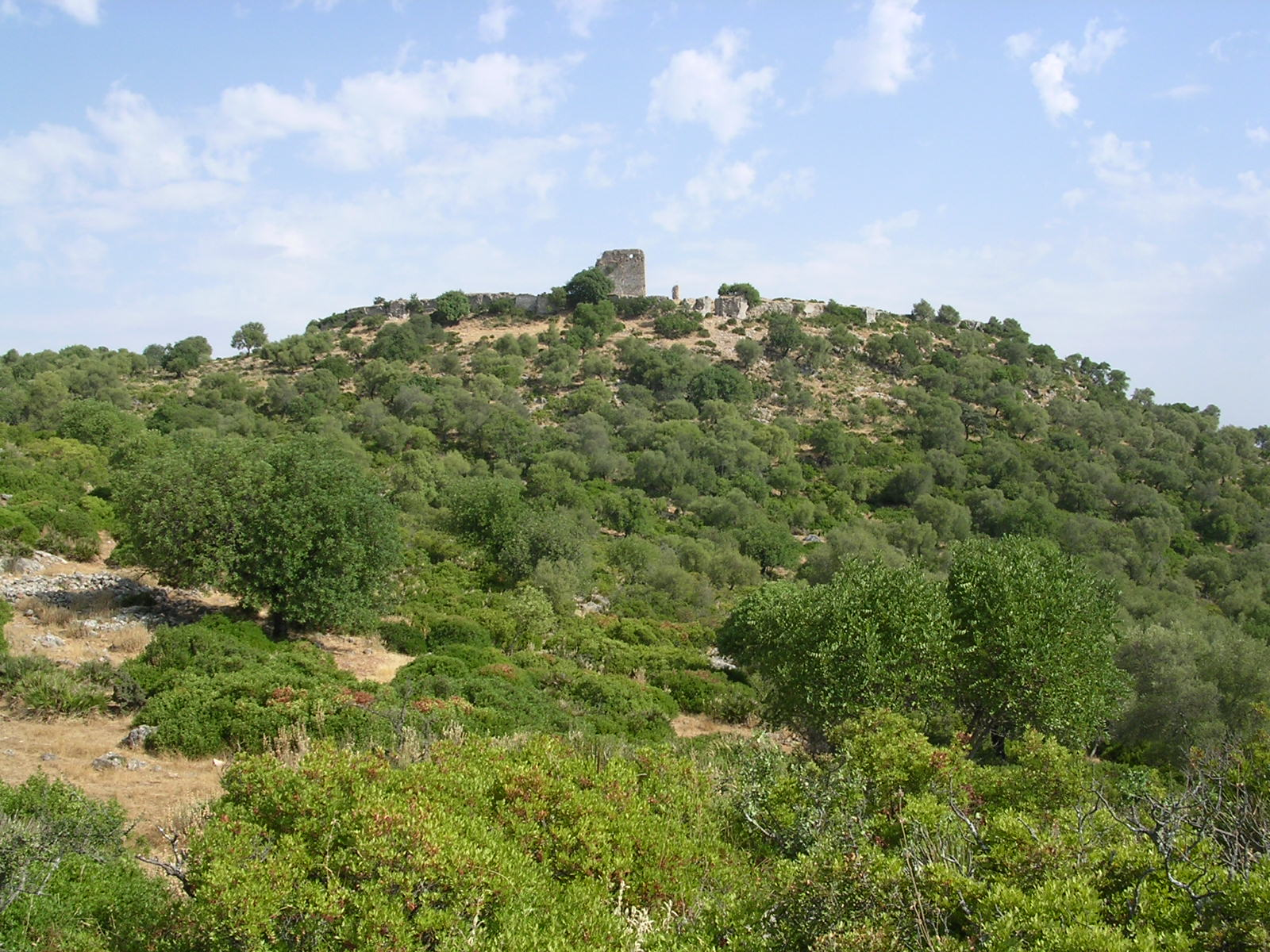
Castillo de Matrera, Villamartín.

El castillo está formado por un gran recinto amurallado de más de 500 metros de perímetro, que rodea el patio de armas al que se accede desde la Puerta del Sol al Este y la Puerta de los Carros al Oeste, ambas flanqueadas por torres. A lo largo del lienzo de muralla se sitúan varias torres, destacando la torre del homenaje en el Norte.

## Conservación

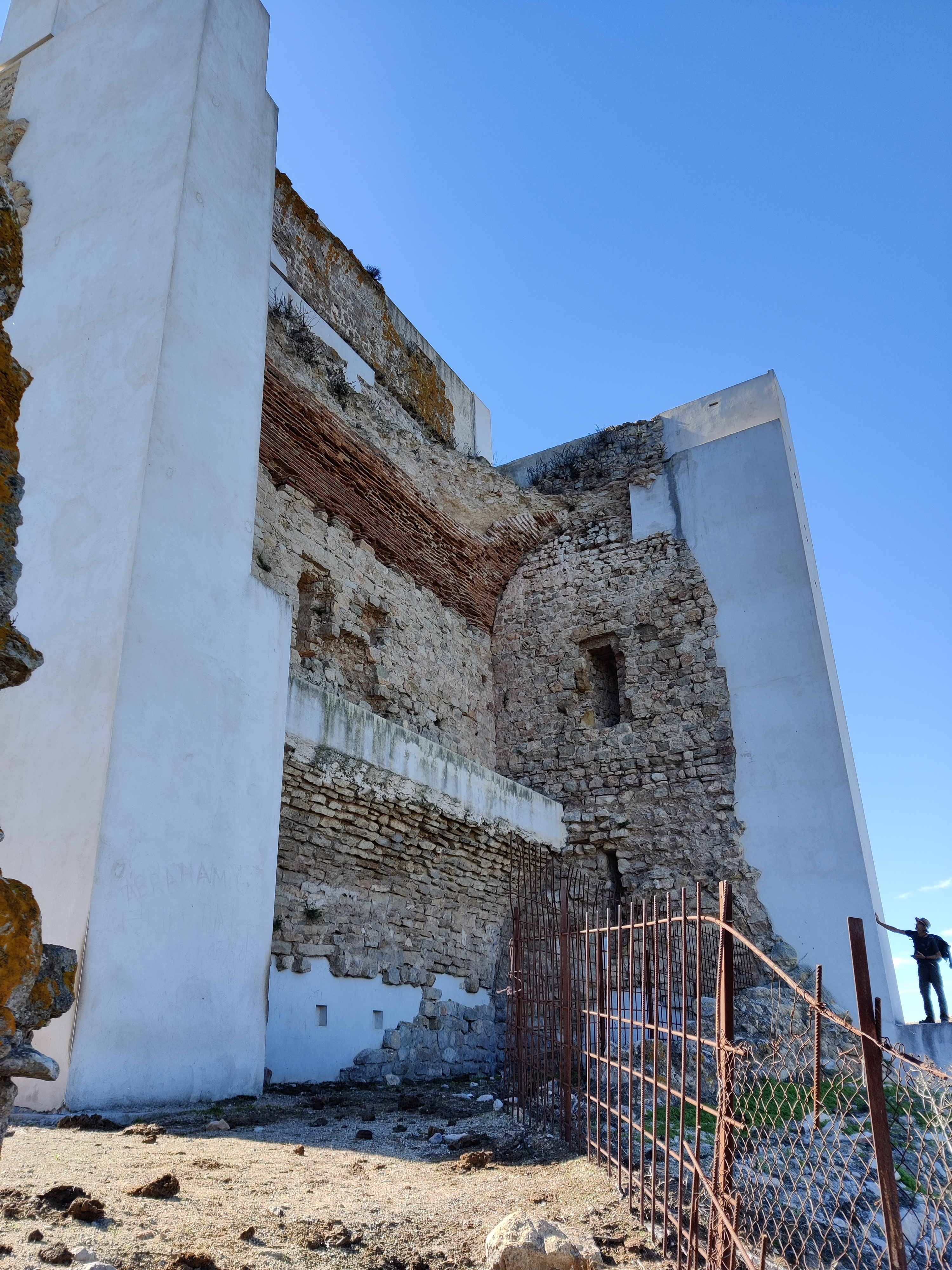
Interior del castillo

En 2013 se derrumbó gran parte de la torre debido a las escasas labores de reparación de los problemas estructurales detectado décadas atrás.
La posterior obra de preservación en 2016 con la autorización de la Junta de Andalucía fue muy polémica, pues a pesar de recibir críticas populares inicialmente, fue galardonados con dos premios internacionales: premio internacional de arquitectura Architizer y premio neoyorquino A+Architizer, que al final terminó ganando en la categoría de "Preservación".

## Uso

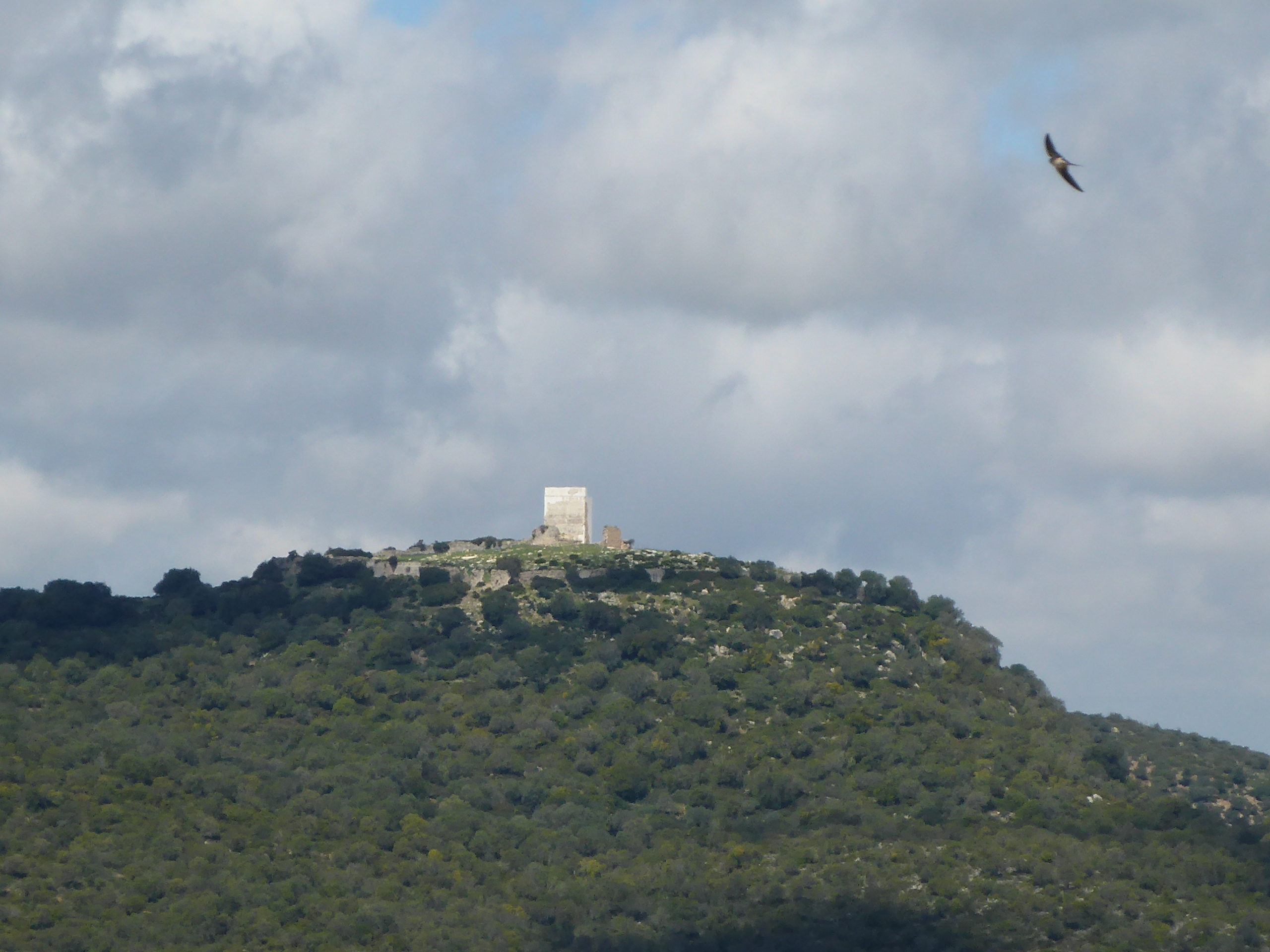
Castillo tras la restauración

El castillo es de propiedad particular, pero se han detectado el aterrizaje y despegue periódico de helicópteros de gran tamaño pertenecientes al ejército